# Мегді Мостефа
Мегді Мостефа Сбаа (фр. Mehdi Mostefa Sbaa, араб. مهدي مصطفى سبع, нар. 30 серпня 1983, Діжон) — французький та алжирський футболіст, півзахисник клубу «Безьє». Виступав за національну збірну Алжиру.

## Клубна кар'єра
Народився 30 серпня 1983 року в Діжоні. Вихованець юнацьких команд футбольних клубів «Діжон» та «Монако».
У дорослому футболі дебютував 2004 року виступами за команду клубу «Валанс», в якій провів один сезон, взявши участь у 37 матчах чемпіонату. Більшість часу, проведеного у складі команди, був основним гравцем команди. Наступний сезон провів в аматорському «Монлюсоні»
2006 року уклав контракт з клубом «Сет», у складі якого провів наступний рік своєї кар'єри гравця. Граючи у складі «Сета» також здебільшого виходив на поле в основному складі команди.
З 2007 року чотири сезони захищав кольори команди клубу «Нім-Олімпік». Тренерським штабом нового клубу також розглядався як гравець «основи».
До складу клубу «Аяччо» приєднався 2011 року.

## Виступи за збірну
2010 року дебютував в офіційних матчах у складі національної збірної Алжиру. Провів у формі головної команди країни 25 матчів.
У складі збірної був учасником Кубка африканських націй 2013 року в ПАР.